# Хуан Баутіста Агуеро
Хуан Баутіста Агуеро (ісп. Juan Bautista Agüero; 24 червня 1935, Каакупе — 27 грудня 2018, Каакупе) — парагвайський футболіст, що грав на позиції нападника, зокрема за іспанську «Севілью», а також національну збірну Парагваю.

## Клубна кар'єра
У дорослому футболі дебютував 1953 року виступами за команду «Олімпія» (Асунсьйон), в якій провів п'ять сезонів. Протягом 1956—1958 років тричі поспіль ставав у складі «Олімпії» чемпіоном Парагваю. В сезонах 1957 і 1958 року ставав найкращим бомбардиром турніру, забивши відповідно 14 і 16 голів.
1958 року, після успішного виступу на тогорічному чемпіонаті світу, був запрошений до іспанської «Севільї». Відіграв за клуб з Севільї наступні сім сезонів своєї ігрової кар'єри, забивши за цей час 32 голи у 116 іграх Ла-Ліги.
1965 року перейшов до мадридського «Реала», в якому майже не мав ігрової практики, тож вже за рік став гравцем «Гранади», виступами за яку і завершив ігрову кар'єру у 1967 році.

## Виступи за збірні
1954 року грав у складі юнацької збірної Парагваю (U-19).
Наступного року дебютував в офіційних матчах у складі національної збірної Парагваю. Протягом кар'єри у національній команді, яка тривала 4 роки, провів у її формі 15 матчів, забивши 8 голів.
У складі збірної був учасником чемпіонату світу 1958 року у Швеції, де взяв участь у всіх трьох іграх групового етапу, який парагвайцям подолати не вдалося. Допоміг своїй збірній здолати збірну Шотландії (3:2) і зіграти унічию з югославами (3:3), забивши по голу у кожному із цих матчів.
Помер 27 грудня 2018 року на 84-му році життя у рідному Каакупе.

## Титули і досягнення
- Чемпіон Парагваю (3):

«Олімпія» (Асунсьйон): 1956, 1957, 1958
- Найкращий бомбардир чемпіонату Парагваю (2): 1957 (14 голів), 1958 (16 голів)
- Володар Кубка чемпіонів УЄФА (1):

«Реал Мадрид»: 1965–1966